# オガサワラスズメノヒエ
オガサワラスズメノヒエ Paspalum conjugatum は、イネ科の植物で、熱帯性の小柄な雑草。細長い柄の先端から、小さな小穂の密生する軸を2本、T字型に生じる。

## 特徴
小柄で柔らかな多年生草本。根茎は硬くて地上を長く這い、分枝して節毎に根を下ろす。あちこちから茎を立てて高さは30-60cmに達する。葉は柔らかくて扁平で緑色、長さ8-12cm、幅5-15mm。無毛だが、葉鞘の縁と口部には毛がある。
花茎はやや立ち上がって葉より抜けだし、先端に総（小穂のつく花軸）をつける。総は2-7本出るが、普通は2本で、対生するように左右に大きな角度に分かれて伸び、先端はややたれる。総は8-12cmで細長い。小穂は淡黄色で卵形、ややふくらんだ扁平で長さ1.4-1.8mmで、縁に長い毛が生える。

## 分布
日本では沖縄本島以南の琉球列島に見られる。原産は西インド諸島とされるが、現在では世界の熱帯域に広く分布し、具体的にはアルゼンチン・北アメリカ・インド・日本・中国・東南アジア・ポリネシア・オーストラリアが挙げられる。

## 生育環境
日本では道ばたや人工的な草地によく見られ、密な群落を作る。沖縄ではサトウキビ畑とパイナップル畑における雑草として優占することがあり、サトウキビ畑の場合、管理が悪い畑の雑草群落の型の一つである。タイでは湿った環境にはえ、水田の雑草として知られる。

## 性質
生育型としては叢生 - ほふく型であり、株を作ると同時に匍匐枝を出し、新たな旱を出し、密な群落を作る。高くなるときは60cmに達する場合もあるが、刈り取りなどが行われる草地では30cm以下にとどまる。荒れ地には素早く広がり、タチスズメノヒエなど背が高く伸び、その成長が早い植物には影響を与えないが、アフリカヒゲシバ（ローズグラス）などの侵入は阻害する。裸地には匍匐茎を素早く伸ばして空間を占有する陣地拡大型戦術を、そして周囲から背の高い草が寄せてくるような場合には茎を上向きに伸ばして光を受けやすくする陣地強化戦術を持つとの判断もある。沖縄における人工草地においては、最初期に出現する植物の一つとして普遍的に見られる。

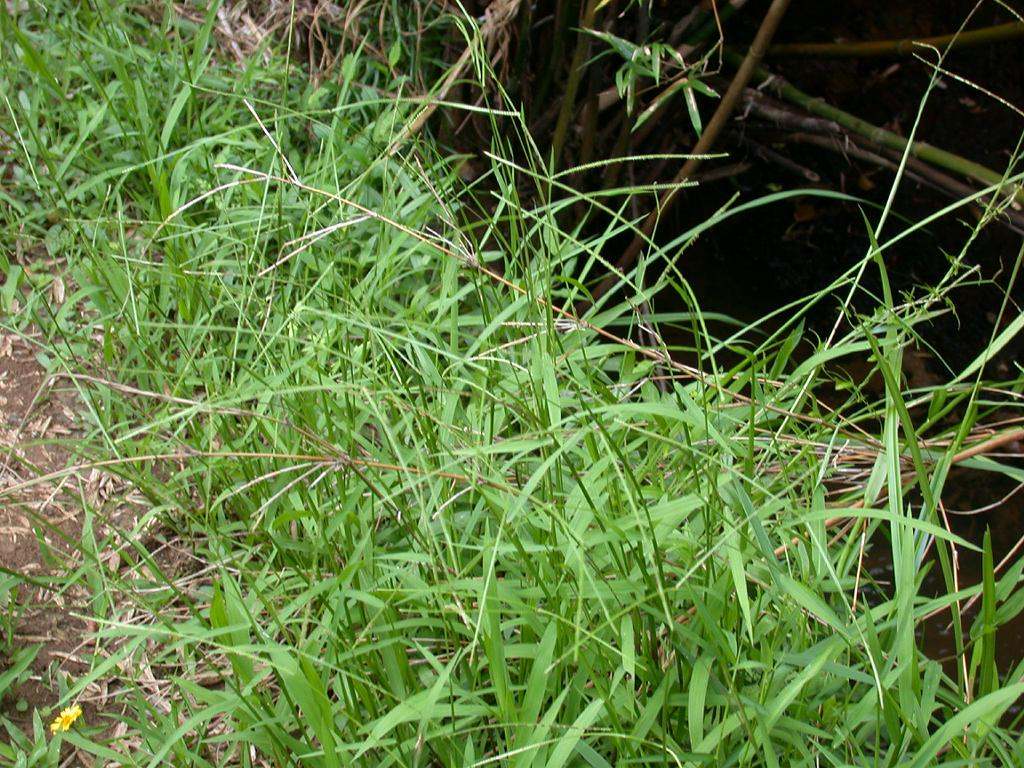
道ばたに広がる様子(沖縄本島北部)
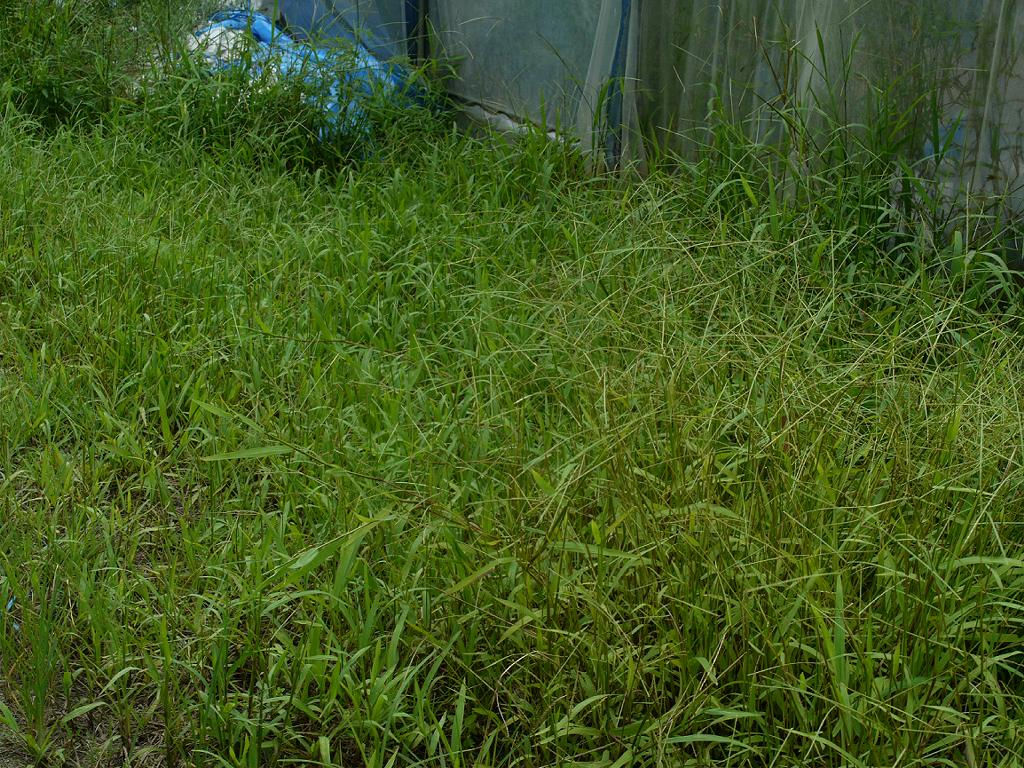
空き地を埋め尽くす様(沖縄本島北部)
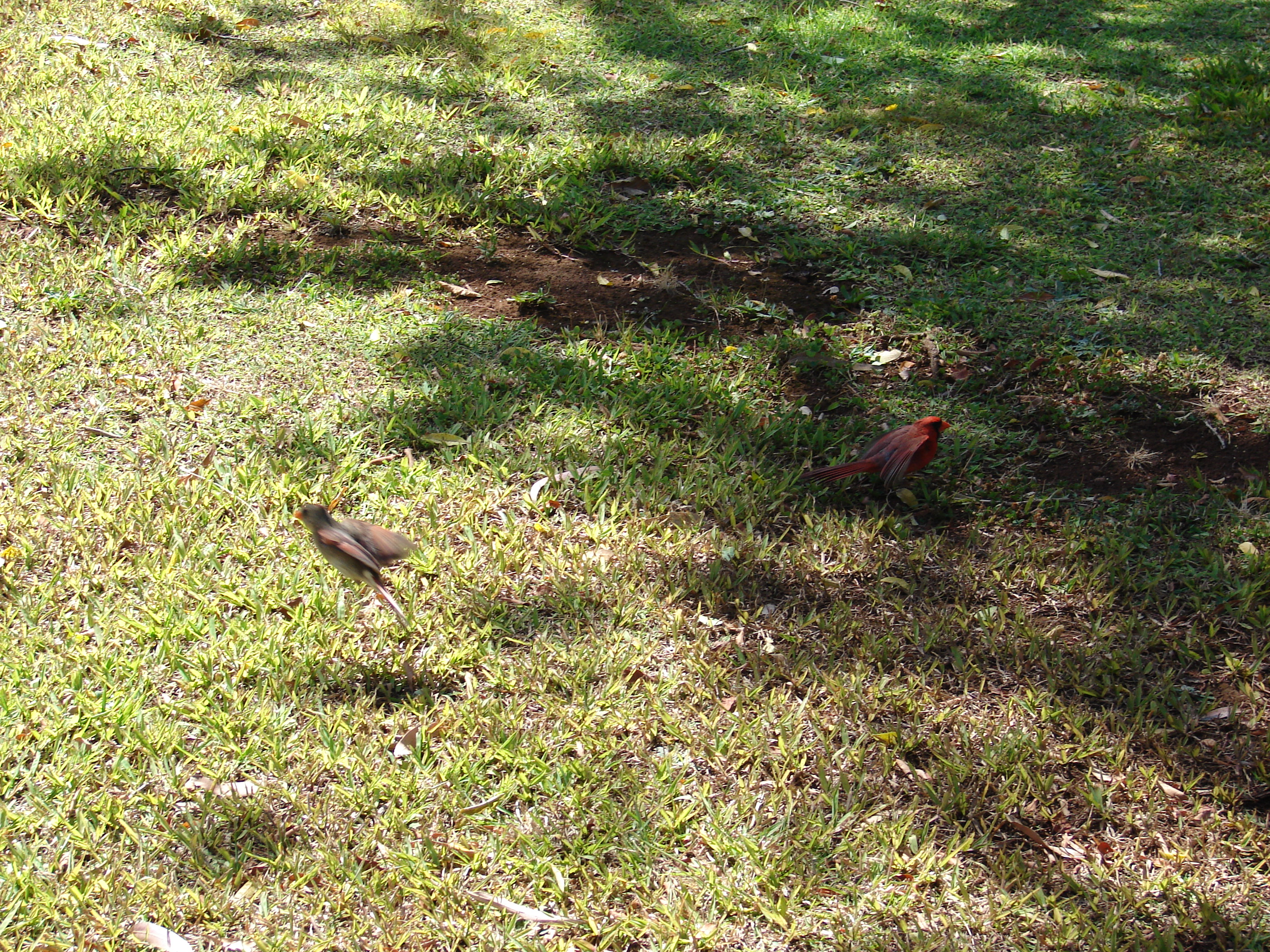
芝生状になった様子(マウイ)
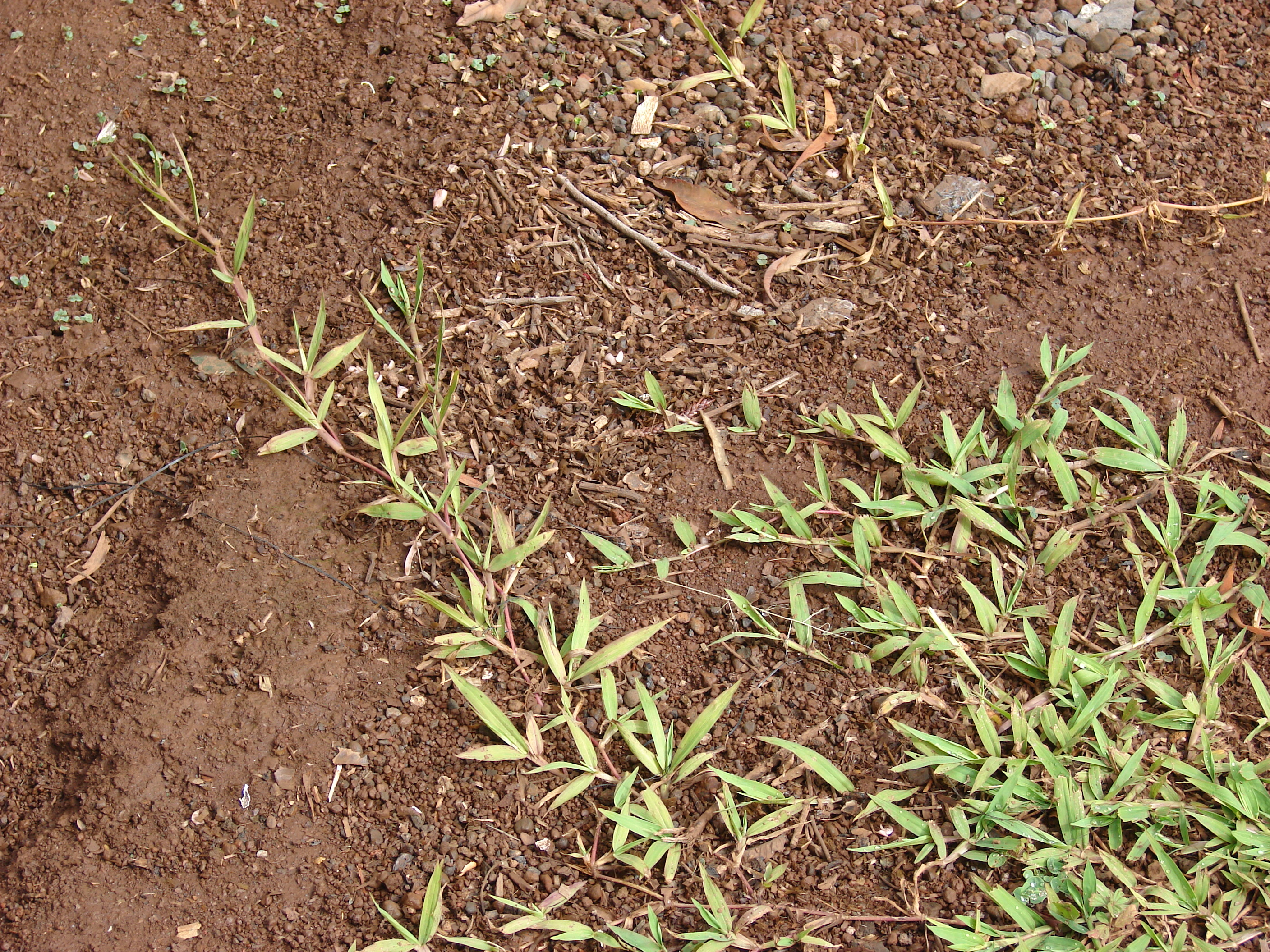
地表に伸びる匍匐茎(マウイ)

## 類似種など
穂の主軸と2本の総がTの字型になる点では独特である。日本産のスズメノヒエ属ではキシュウスズメノヒエやサワスズメノヒエがやはり2本の総を持つが、T字でなくV字になり、また総がより太くて短いので混同することはない。
小穂が小さいためもあり、むしろ全体に細長い印象が強く、そのため一見ではスズメノヒエ属とは見えず、メヒシバ属か何かのようにも見える。

## 利害
日本においては雑草との認識が強い。上記のようにパイナップル畑やサトウキビ畑の雑草としても知られるが、牧草地においても害草とされる。すでに成立している草地にはさほど入らないが、裸地を生じるなどの場合には素早く侵入し、密な群落を作って有用牧草を侵入させないため、牧草地としては荒廃し、数年にして更新を余儀なくされる例もある。そのような草地では本種は現存量がさほど大きくないにもかかわらず、植被率は大きいことがある。この種自体も牧草としても使用されるが、黒毛和牛への給与試験では採食量と葉分量が十分でなく、体重維持が出来ないとの結果がある。
なお、国外ではカラバオグラス Carabaograss または Sour grass あるいはバッファローグラス Buffalo grass などの名で呼ばれ、フィリピンなどでは水牛のための牧草として、また芝生のようにして利用している由。